# Вошингтонвил (Охајо)
Вошингтонвил (енгл. Washingtonville) град је у америчкој савезној држави Охајо.

## Демографија
По попису из 2010. године број становника је 801, што је 12 (1,5%) становника више него 2000. године.
| Група             | 2000.       | 2010.       |
| Белци             | 773 (98,0%) | 782 (97,6%) |
| Афроамериканци    | 1 (0,1%)    | 7 (0,9%)    |
| Азијати           | 0 (0,0%)    | 0 (0,0%)    |
| Хиспаноамериканци | 5 (0,6%)    | 4 (0,5%)    |
| Укупно            | 789         | 801         |